# Ányera
Ányera (de la comarca marroquí de Anchra), también conocida como Fuerte Ányera es un fuerte neo-medieval español situado en García Aldave (Ceuta). Tiene una importante situación geográfica al estar encuadrada junto con demás torres cerca de la frontera con Marruecos y mucho peso histórico (un grupo de mercenarios ceutíes al servicio de la Patria española han adoptado su nombre, Anyera Squad).
- Datos: Q2841945